# Kiel fyr
Kiel fyr (tyska: Leuchtturm Kiel) är en kassunfyr i inloppet till Kielfjorden. Den invigdes den 5 juli 1967 som ersättning för fyrskeppet Kiel och är Tysklands enda bemannade fyr.
Fyren, som är av aluminium, byggdes på varvet i Kiel och lyftes på plats på de tre betongkassunerna med en pontonkran. Den är försedd med en fresnellins och en metallhalogenlampa på 400 watt med roterande klippapparat och får ström via en sjökabel. Byggkostnaden var 9,5 miljoner D-mark.
Det är lotsplikt mellan fyren och Kielkanalen för alla tankfartyg och övriga fartyg över 90 meters längd så fyren tjänar, liksom fyrskeppet tidigare gjorde, också som lotsstation. Det finns en väderstation och en hydrologisk mätstation på fyren, men mistluren är avstängd sedan år 2020.

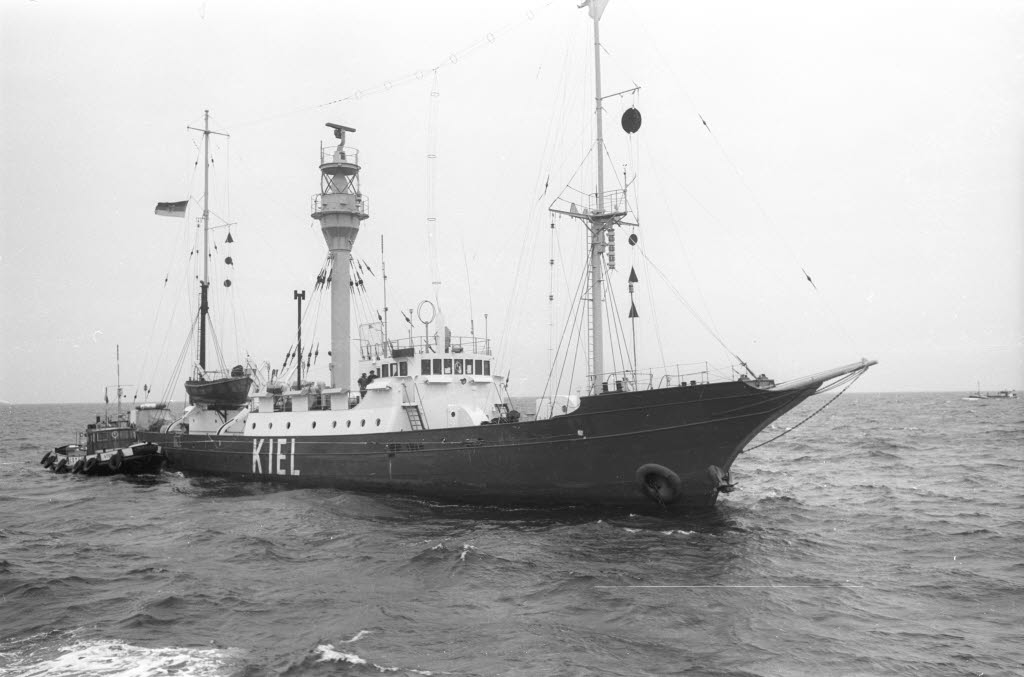
Fyrskeppet Kiel med lotsbåt, 1963.

Det gamla fyrskeppet byggdes om till den tremastade barken Alexander von Humboldt, som nu är hotell och restaurang i Bremen, och fyrlyktan finns på sjöfartsmuseet i Kiel.